# Station Essene-Lombeek
Station Essene-Lombeek is een spoorweghalte op spoorlijn 50 in de gemeente Ternat. De naam verwijst naar de deelgemeente Sint-Katherina-Lombeek en naar de deelgemeente Essene van buurgemeente Affligem. Essene-Lombeek is een stopplaats op lijnen S4 en S10 van het Gewestelijk ExpresNet (GEN) rond Brussel.
De halte werd geopend onder de naam "Esschene-Lombeek" op 15 augustus 1869 en werd beheerd door het station van Ternat. Het oude stationsgebouw (standaardstation type 1893 L4) werd gebouwd in 1895. In 1950 werd de schrijfwijze van de naam aangepast naar "Essene-Lombeek". De loketten sloten in 1993 en sindsdien stond het stationsgebouw leeg. In 2008 werden de perrons in het kader van het GEN-project verhoogd en verlengd, en verhuisde het noordelijke perron naar de oostkant van de overweg. Omdat het oude stationsgebouw in een groenzone lag en herbestemming hierdoor zo goed als onmogelijk bleek, vroeg Infrabel begin 2007 een sloopvergunning aan. Het schepencollege van Ternat gaf in 2008 een positief advies voor de sloop. Het pand werd vervolgens eind 2009 afgebroken. In de plaats kwam een graszone en meer parkeerruimte.

## Galerij

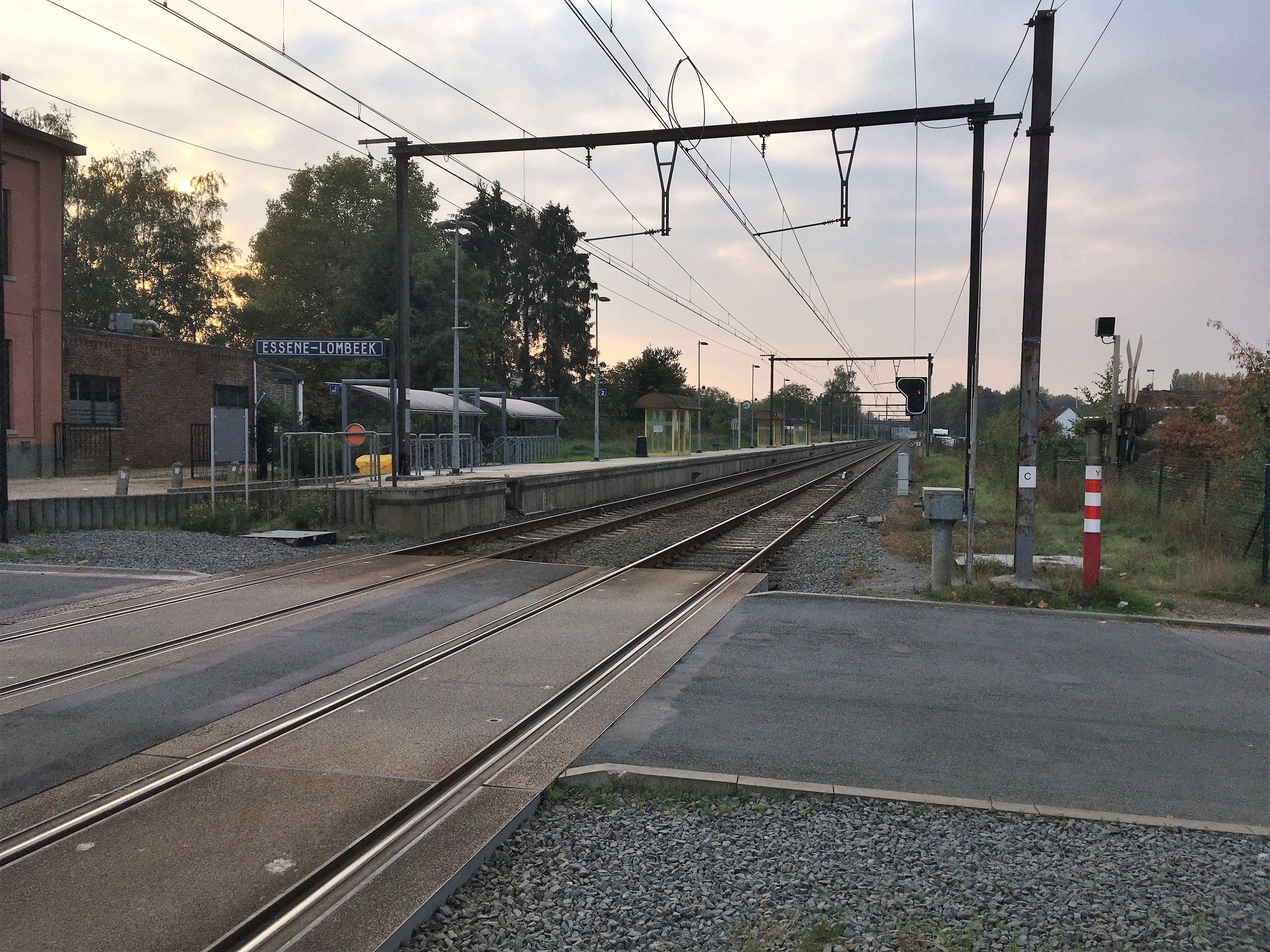
Perron ten westen van de overweg (2018)
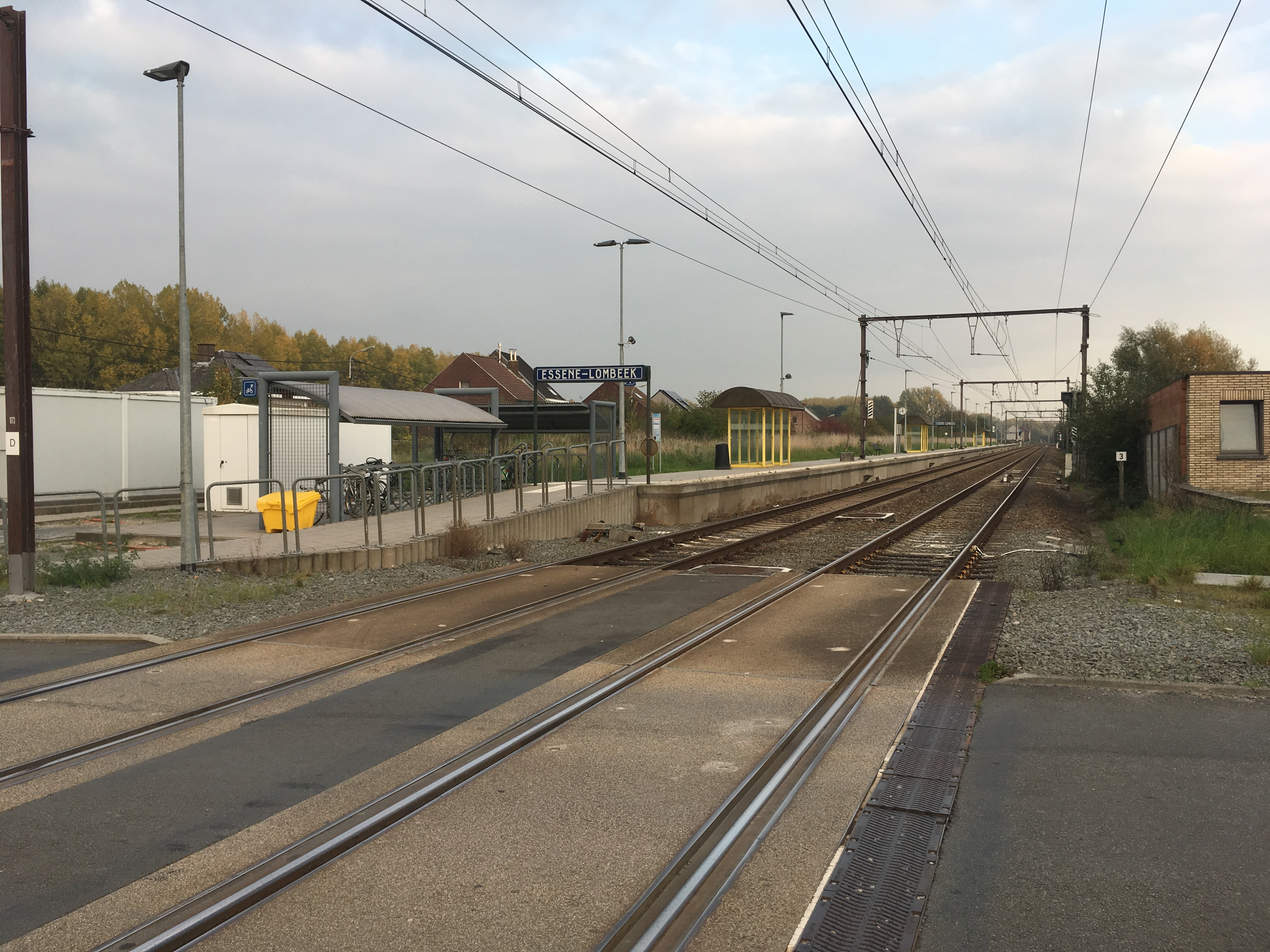
Perron ten oosten van de overweg (2018)
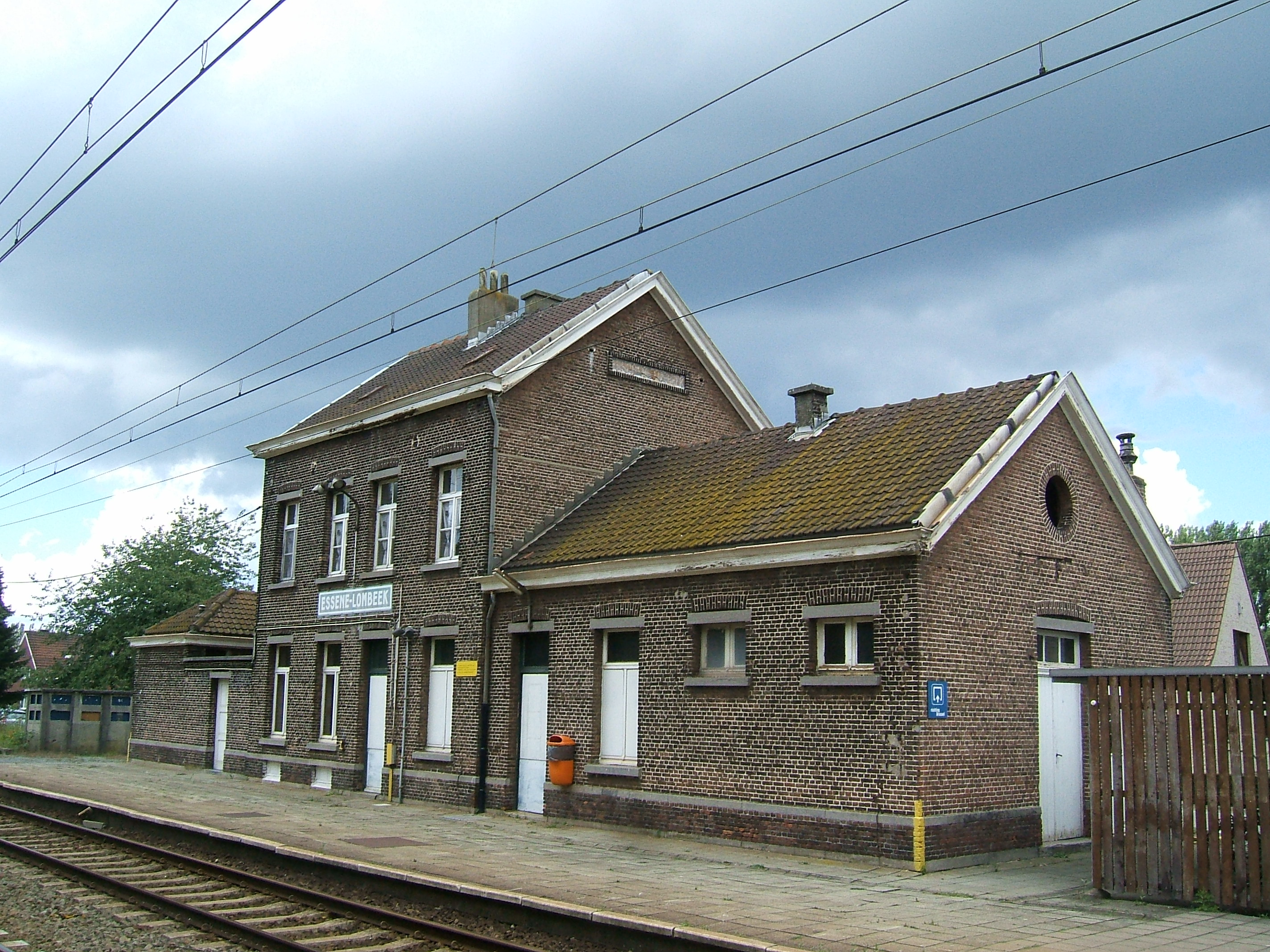
Oud stationsgebouw (in 2009 afgebroken)

## Treindienst
| Serie | Treinsoort | Route                                                              | Bijzonderheden                                   |
| ----- | ---------- | ------------------------------------------------------------------ | ------------------------------------------------ |
| S 4   | GEN (NMBS) | Aalst – Essene-Lombeek – Brussel-Schuman – Mechelen                | Rijdt alleen op werkdagen.                       |
| S 10  | GEN (NMBS) | Dendermonde – Brussel-West – Brussel-Zuid – Essene-Lombeek – Aalst | Tijdens de spits extra ritten Aalst-Brussel-Zuid |

## Reizigerstellingen
De grafiek en tabel geven het gemiddeld aantal instappende reizigers weer op een week-, zater- en zondag.
| Tabel: aantal instappende reizigers station Essene-Lombeek | Tabel: aantal instappende reizigers station Essene-Lombeek | Tabel: aantal instappende reizigers station Essene-Lombeek | Tabel: aantal instappende reizigers station Essene-Lombeek |
|                                                            | Weekdag                                                    | Zaterdag                                                   | Zondag                                                     |
| ---------------------------------------------------------- | ---------------------------------------------------------- | ---------------------------------------------------------- | ---------------------------------------------------------- |
| 1977                                                       | 492                                                        | 123                                                        | 86                                                         |
| 1978                                                       | 641                                                        | 148                                                        | 109                                                        |
| 1979                                                       | 608                                                        | 125                                                        | 100                                                        |
| 1980                                                       | 475                                                        | 89                                                         | 58                                                         |
| 1981                                                       | 540                                                        | 77                                                         | 59                                                         |
| 1982                                                       | 317                                                        | 63                                                         | 43                                                         |
| 1983                                                       | 465                                                        | 83                                                         | 43                                                         |
| 1984                                                       | 622                                                        | 90                                                         | 45                                                         |
| 1985                                                       | 501                                                        | 72                                                         | 85                                                         |
| 1986                                                       | 502                                                        | 75                                                         | 65                                                         |
| 1987                                                       | 633                                                        | 91                                                         | 73                                                         |
| 1988                                                       | 385                                                        | 78                                                         | 40                                                         |
| 1989                                                       | 410                                                        | 42                                                         | 28                                                         |
| 1990                                                       | 499                                                        | 59                                                         | 35                                                         |
| 1991                                                       | 533                                                        | 61                                                         | 35                                                         |
| 1992                                                       | 536                                                        | 71                                                         | 52                                                         |
| 1993                                                       | 273                                                        | 49                                                         | 33                                                         |
| 1994                                                       | 280                                                        | 59                                                         | 41                                                         |
| 1995                                                       | 234                                                        | 58                                                         | 22                                                         |
| 1996                                                       | 229                                                        | 48                                                         | 28                                                         |
| 1997                                                       | 261                                                        | 42                                                         | 40                                                         |
| 1998                                                       | 245                                                        | 41                                                         | 20                                                         |
| 1999                                                       | 246                                                        | 41                                                         | 32                                                         |
| 2000                                                       | 262                                                        | 32                                                         | 50                                                         |
| 2001                                                       | 257                                                        | 38                                                         | 22                                                         |
| 2002                                                       | 217                                                        | 32                                                         | 34                                                         |
| 2003                                                       | 238                                                        | 34                                                         | 32                                                         |
| 2004                                                       | 221                                                        | 30                                                         | 22                                                         |
| 2005                                                       | 246                                                        | 48                                                         | 24                                                         |
| 2006                                                       | 279                                                        | 34                                                         | 22                                                         |
| 2007                                                       | 258                                                        | 41                                                         | 19                                                         |
| 2008                                                       | -                                                          | -                                                          | -                                                          |
| 2009                                                       | 278                                                        | 35                                                         | 21                                                         |
| 2010                                                       | -                                                          | -                                                          | -                                                          |
| 2011                                                       | -                                                          | -                                                          | -                                                          |
| 2012                                                       | 296                                                        | 46                                                         | 47                                                         |
| 2013                                                       | 286                                                        | 24                                                         | 11                                                         |
| 2014                                                       | 332                                                        | 48                                                         | 35                                                         |
| 2015                                                       | 307                                                        | 45                                                         | 28                                                         |
| 2016                                                       | 284                                                        | 57                                                         | 47                                                         |
| 2017                                                       | 313                                                        | 71                                                         | 40                                                         |
| 2018                                                       | 327                                                        | 47                                                         | 50                                                         |
| 2019                                                       | 327                                                        | 67                                                         | 56                                                         |
| 2020                                                       | 176                                                        | 22                                                         | 25                                                         |
| 2021                                                       | -                                                          | -                                                          | -                                                          |
| 2022                                                       | 481                                                        | 126                                                        | 121                                                        |
| 2023                                                       | 482                                                        | 131                                                        | 121                                                        |
| 2024                                                       | 523                                                        | 124                                                        | 117                                                        |

0,0: Brussel-Noord ·
1,0: Koninklijk Station ·
2,4: Laken ·
3,2: Bockstael ·
4,1: Jette ·
7,6: Sint-Agatha-Berchem ·
8,9: Groot-Bijgaarden ·
11,0: Dilbeek ·
13,7: Sint-Martens-Bodegem ·
15,6: Ternat-Brusselsesteenweg ·
16,7: Ternat ·
20,3: Essene-Lombeek ·
21,9: Liedekerke ·
23,8: Denderleeuw ·
26,7: Erembodegem ·
29,7: Aalst ·
34,5: Lede ·
37,0: Serskamp ·
40,3: Schellebelle ·
43,1: Wetteren ·
46,9: Kwatrecht ·
49,5: Melle ·
52,6: Merelbeke ·
Ledeberg ·
55,6: Gent-Sint-Pieters